# Nusa yerburyi
Nusa yerburyi là một loài ruồi trong họ Asilidae. Nusa yerburyi được Ricardo miêu tả năm 1927. Loài này phân bố ở miền Ấn Độ - Mã Lai.